# Verteidigung der Rechte der Frau

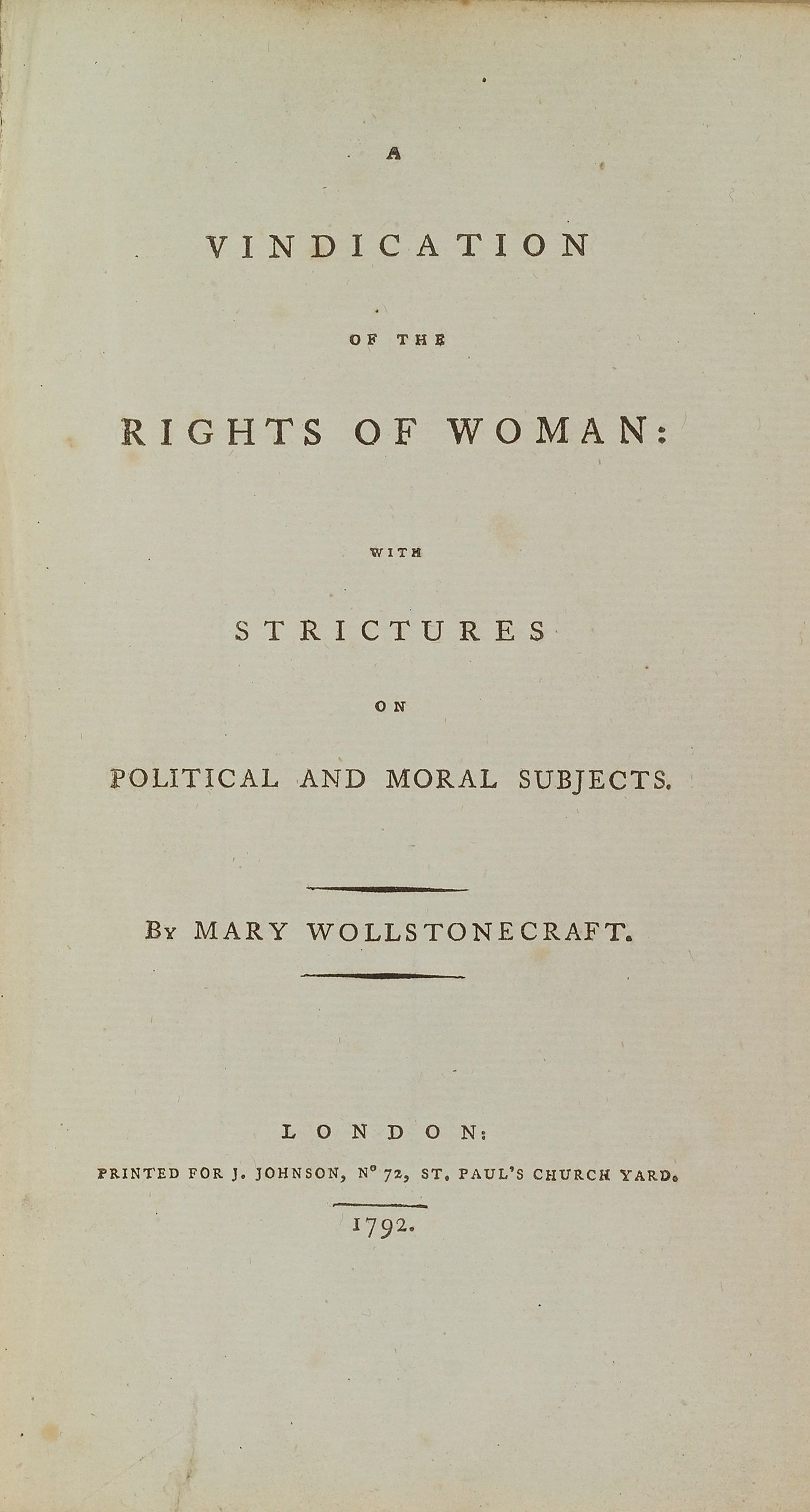
Titelseite der Erstausgabe von Rights of Woman

Verteidigung der Rechte der Frau (A Vindication of the Rights of Woman: with Strictures on Political and Moral Subjects) ist das Hauptwerk der Schriftstellerin und Frauenrechtlerin Mary Wollstonecraft. Es erschien im Jahre 1792 und gilt als eine der ersten europäischen Schriften des Feminismus.

## Inhalt
In ihrem Werk nahm Mary Wollstonecraft zu den Erziehungs- und Politiktheorien in der Aufklärung Stellung. Diese wollten den Frauen eine Erziehung und Ausbildung weitestgehend verweigern. Mary Wollstonecraft argumentierte, dass Frauen gleichermaßen ein Recht auf Bildung besäßen. Dies sei notwendig, weil sie unter anderem Kinder erzögen und weil sie Partnerinnen ihrer Ehemänner und nicht nur Gattinnen sein sollten. Anlass für Mary Wollstonecrafts Schrift war eine Publikation von Charles-Maurice de Talleyrand-Périgord aus dem Jahre 1791. Darin hatte dieser die Ansicht vertreten, dass für Frauen eine auf Hausarbeiten orientierte Ausbildung ausreichend sei.

## Wirkungsgeschichte
Das Buch war im England des frühen 19. Jahrhunderts so bekannt, dass William Godwin die Erinnerung an seine verstorbene Frau Memoirs of the Author of A Vindication of the Rights of Woman nennen und auf die Erwähnung ihres Namens im Titel verzichten konnte.
Auch im 20. Jahrhundert gab es noch ein lebhafte Auseinandersetzung mit den Inhalten der Schrift. So verortete Carole Pateman 1988 in Wollstonecrafts Verteidigung der Rechte der Frau das zentrale Dilemma, mit dem Frauen in westlichen Demokratien konfrontiert sind, nämlich die Wahl zwischen dem Zugang zu Rechten durch die „Andersartigkeit“ von oder die „Gleichheit“ mit Männern. Dieses Dilemma nannte Pateman Wollstonecraft-Dilemma.

## Ausgabe
Mary Wollstonecraft: A Vindication of the Rights of Man and A Vindication of the Rights of Women. S. Tomaselli (Hrsg.). Cambridge University Press, Cambridge 1995